# Río Sella
Pour les articles homonymes, voir Sella.
Le Sella est un cours d’eau espagnol d'une longueur de 66 km qui coule dans les provinces autonomes de León et des Asturies.

## Géographie
La rivière Sella prend sa source aux pics d'Europe, populairement à la fuente del infierno, bien qu'en réalité c'est dans un lieu dénommé Junseya, appartenant à la municipalité d'Oseja de Sajambre (province de León). Elle se jette dans la mer Cantabrique, formant l'estuaire de Ribadesella. Son débit moyen annuel est de 18,07 m³/s. Son bassin a une superficie de 1 284 km².
Elle traverse les municipalités d'Oseja de Sajambre, de Ponga, d'Amieva, de Parres, de Cangas de Onís et de Ribadesella. Constituant une importante barrière naturelle, elle sert de frontière sur presque toute sa longueur entre les différentes communes, en particulier entre Parres et Cangas de Onís. Le pont médiéval, appelé à tort "pont romain", qui relie les deux rives de Cangas de Onís, est considéré comme l'une des images les plus emblématiques des Asturies.
Ses principaux affluents sont les rivières Ponga et Piloña, à l'ouest, et les rivières Dobra et Güeña, à l'est.

## Source
- (es) Cet article est partiellement ou en totalité issu de l’article de Wikipédia en espagnol intitulé « Río Sella » (voir la liste des auteurs).